# Publics empêchés
En France, les publics empêchés représentent, selon le ministère de la Culture, les personnes ne pouvant se déplacer aux lieux culturels. Ces publics rassemblent alors de nombreuses catégories : malades, personnes à mobilité très réduite, personnes très âgées, hospitalisés, détenus… Trois conventions définissent ces publics et les actions envisagées en leur faveur: la convention « culture-santé », la convention « culture-justice » et la convention « culture et handicap ». 
Ces conventions répondent à plusieurs problématiques :
- l’égalité d’accès à la culture
- la dimension universelle de la culture ainsi que son partage
- des actions en faveur d’une démocratisation culturelle

Ces questionnements apparaissent au cours des années 1960, lorsque les premiers concepts de médiation culturelle voient le jour.

## Conventions
Il est à noter que toute convention a une durée d'application de trois ans. Au-delà, ces protocoles peuvent continuer à être appliqués, mais cela n'est plus impératif. 

### Convention "culture-santé"
Ce texte a été signé entre l’Agence régionale de santé (ARS) et la DRAC, elle a pour but de développer l’action culturelle en milieu hospitalier et médico-social. Ce dispositif se décline sur le terrain en la présence d’un chargé de mission ARS, complotant le programme d’actions avec le conseiller action culturelle et territorial de la DRAC.
Chaque établissement doit avoir un référent pour la mise en place d’un volet culturel.  
Ce partenariat existe depuis plus de vingt ans. La dernière convention interministérielle signée date du 6 mai 2010. Cette convention a pour but de promouvoir le rayonnement de la culture auprès de la communauté sanitaire: personnes hospitalisées, personnes âgées, familles, professionnels du milieu médico-social.  
Des conventions régionales sont signées entre les DRAC et les ARS afin d’appliquer ce partenariat interministériel sur l’ensemble du territoire. Ce dispositif mobilise environ 4 millions d’euros par an, pour près de 600 projets à l’année. Cette enveloppe concerne à la fois les établissements et acteurs culturels ainsi que l’ensemble des types d’hôpitaux.

### Convention "culture-justice"
La convention « Culture-Justice » est signée entre la DAC, les établissements pénitentiaires, la direction de la protection judiciaire de la jeunesse (PJJ) et le service pénitentiaire d’insertion et de probation (SPIP). Cette convention vise à participer au parcours d'insertion ou de réinsertion des personnes placées sous main de justice. Cette convention a été signée pour la première fois en 1986, puis renouvelée en 1990 et 2007.

#### Convention de 1986
Ce premier texte est signé le 25 janvier 1986 par Robert Badinter et Jack Lang. Ce protocole stipule que « pour le Ministère de la Culture, l’objectif consistait à renforcer le dispositif de réinsertion sociale, avec le soutien technique et financier du Ministère de la Culture, en favorisant l’accès de la population pénale aux différentes formes de pratiques culturelles ». 
Ce protocole vise également des objectifs précis :
- la réinsertion
- l’encouragement de prestations culturelles
- la valorisation des rôles pénitentiaires
- la sensibilisation et association des instances locales

Afin de favoriser les actions locales, ces responsabilités sont confiées aux collectivités territoriales. 

#### Convention de 1990
Un nouveau protocole est signé en 1990 par Pierre Arpaillange, Garde des Sceaux, et Jack Lang. Cette réactualisation vise à entretenir la collaboration entre les deux ministères, mais aussi d’ajuster les mesures et objectifs précédemment établis. Ce texte se concentre cette fois-ci également sur les personnes en voie de réinsertion, et non plus seulement celles en situation d’enfermement. Les pratiques culturelles que le protocole inclut sont élargies, comprenant désormais la bande-dessinée, le théâtre, le cirque, la radio, la danse ou encore l’audiovisuel.
Parallèlement, ce protocole vise à généraliser la signature de convention annuelles entre les directions régionales des deux ministères, mais aussi entre les associations et les établissements. Il indique également que les intervenants doivent désormais être des professionnels qualifiés. Aussi, parmi ces directives sont requis une évaluation de chaque intervention culturelle menée, sous forme de rapport. 

#### Convention de 2007
Le dernier protocole en date est signé en mars 2009 par Rachida Dati et Christine Albanel. Cette occasion de rappeler cette politique commune auprès notamment des acteurs liés à cette mission d’accès aux contenus culturels. Le protocole insiste sur la revalorisation personnelle et professionnelle, mais aussi les insertions scolaire, professionnelle et sociale. 
Les deux ministères souhaitent également dans ce texte impulser une politique commune visant à renforcer les dispositifs d’insertion en favorisant l’accès des personnes condamnées aux différentes formes d’activités culturelles. 
De nouveaux champs culturels y sont évoqués, tels que :
- le livre et la lecture
- le spectacle vivant
- les « cultures urbaines »
- le cinéma
- le patrimoine

La dimension « professionnelle » est révisée, en prévoyant que les accords signés le soient également avec les deux ministères, mais aussi les collectivités territoriales. Cette nouvelle professionnalisation implique des espaces adaptés, se traduisant par l’aménagement de bibliothèques, de lieux adaptés pour accueillir activités culturelles et artistiques et des spectacles. 

### Convention "culture et handicap"
Cette convention est signée entre le Ministère de la Culture et le Ministère des Affaires Étrangères. Elle vise à :
- améliorer l’accessibilité aux lieux culturels
- favoriser le développement de l’offre culturelle en faveur des personnes en situation de handicap
- encourager les pratiques artistiques et soutenir les initiatives artistiques autour du handicap

Ce pan des publics empêchés est en partie géré et régit à l’échelle internationale, grâce à des conventions. Ainsi, la Convention relative aux droits des personnes handicapées des Nations Unies datant de 2006 reconnait à ces dernières « le droit de participer à la vie culturelle, sur la base de l’égalité avec les autres ». 
En France, cela entre tout de même en résonance avec la loi « handicap » du 11 février 2005. Ce texte ne mentionne cependant pas expressément l’accès à la culture. Certains principes exposés y trouvent à s’appliquer dans le domaine culturel. En 2015, la commission de la culture, de l’éducation et de la communication a constitué un groupe de travail autour de la problématique de l’accès à la création et à la pratique artistique et culturelle.